# Огнянов, Сава Петров
Сава Петров Огня́нов (24 мая 1876 года, Кюстенджа — 22 марта 1933 года, София) — известный болгарский режиссёр и актёр. Занимает почётное место в истории театрального искусства, благодаря своим непревзойдённым театральным воплощениям, которые стали примером для болгарского драматического театра и были очень высоко оценены за пределами Болгарии.

## Биография

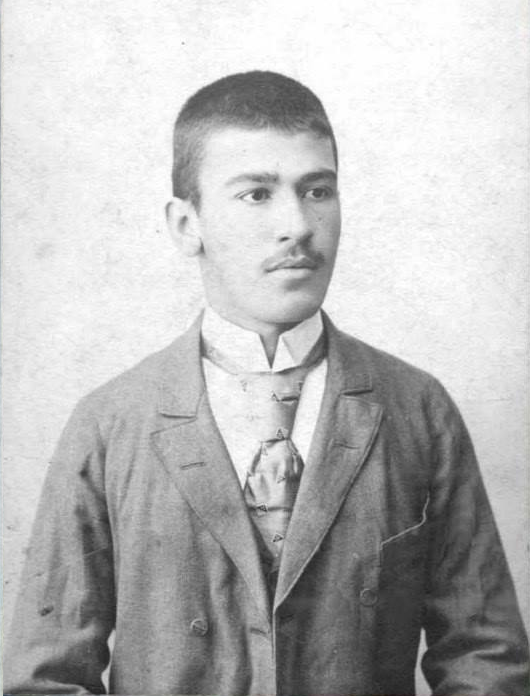
Молодой Сава Огнянов

Родился в 1876 году в семействе председателя Кюстенджанской болгарской общины Петра Савева Огнянова. Брат политика Александра Огнянова. Семейство жило в Кюстендже до Освобождения. Затем они поселились в Силистре, а позднее в Русе. Окончил мужскую классическую гимназию «Князь Борис I», где принимал участие во множестве театральных постановок. Учился театральному искусству вначале в Мюнхене (1897—1899), а потом в Берлине (1899—1901). Окончил школу драматического искусства Эмануел Райхер.
Дебютировал на Софийской сцене 17 марта 1902 года в театре «Слёзы и смех». В 1904 году он становится актёром Национального театра в Софии. Вместе с остальными актёрами театра он гастролировал по всему миру. В 1911—1912 годах жил в Москве, посещал Московский Художественный театр, сблизился с Станиславским, Качаловым, Москвиным.
Умер 22 марта 1933 года в Софии.

## Отличия и награды
1921 г. — удостоен ордена «Святой Александр» четвёртой степени.